# Matteo Moschetti
Matteo Moschetti   (Milà, 14 d'agost de 1996) és un ciclista italià, professional des del 2017. Actualment corre a l'equip Q36.5 Pro Cycling Team.
Inicialment combinà el futbol amb el ciclisme, fins que amb 14 anys passà a centrar-se de manera exclusiva en el ciclisme. En categoria júnior fou campió d'Itàlia de persecució per equips i segon en persecució individual, rere Filippo Ganna. El 2017 guanyà el campionat italià de ciclisme en ruta sub-23, cosa que li va valdre per tenir un contracte temporal com a stagiaire amb l'equip Trek-Segafredo. El 2018 fitxà per l'equip continental Polartec-Kometa, amb el qual aconseguí nombroses victòries. La segona part de la temporada la va fer novament amb el Trek-Segafredo, primer com a stagiaire i a partir del 2019 com a ciclista de ple dret.
El 2020 aconseguí les primeres victòries en un equip UCI WorldTeam.

## Palmarès
- 2015
  - 1r a la Coppa Comune di Livraga
- 2016
  - 1r a la Targa Libero Ferrario
- 2017
  -  Campió d'Itàlia sub-23
  - 1r a la Pistoia-Fiorano
  - 1r a la Coppa d'Inverno
- 2018
  - 1r al Gran Premi de Rodes
  - 1r al ZLM Tour
  - Vencedor de 2 etapes al Tour d'Antalya
  - Vencedor d'una etapa a la Volta a Rodes
  - Vencedor de 2 etapes al Tour de Normandia
  - Vencedor d'una etapa a la Volta a Burgos
  - Vencedor d'una etapa a la Volta a Hongria
- 2020
  - 1r al Trofeu de PalmTrofeu Platja de Palma-Palma
  - 1r al Trofeu Ses Salines-Campos-Porreres-Felanitx
- 2021
  - 1r a la Per sempre Alfredo
- 2022
  - Vencedor d'una etapa a la Volta a la Comunitat Valenciana
  - Vencedor d'una etapa a la Volta a Grècia
- 2023
  - 1r a la Clàssica d'Almeria
  - 1r al Gran Premi d'Isbergues
- 2025
  - Vencedor d'una etapa a l'AlUla Tour
  - 1r al Gran Premi Criquielion
  - Vencedor de dues etapes a la Volta a Grècia
  - Vencedor d'una etapa a la Volta a Burgos

### Giro d'Itàlia
- 2019. No surt (11a etapa)
- 2021. 141è de la classificació general
- 2025. 152è de la classificació general

### Resultats a la Volta a Espanya
- 2020. Fora de control (7a etapa)